# 北京野生动物园
北京野生动物园（英語：Beijing Wildlife Park），位于中国北京市大兴区榆垡镇的万亩森林之中。

## 历史
北京野生动物园于2001年8月8日正式对外开放。该动物园是经中华人民共和国林业部批准，北京市人民政府立项，首旅集团控股，北京绿野晴川有限公司投资建设的大型自然生态公园。整个园区占地面积3600亩，投资总金额为1.5亿元人民币，拥有世界各地的珍稀野生动物200余种10000多头/只。该动物园设有散放观赏区、步行观赏区、科普教育区、动物表演娱乐区、儿童动物园、游乐园等等，共有主题动物场馆30余个。